# Алауддін Ріаят Сіах
Алауддін Ріаят Сіах (д/н — 1605) — 10-й султан Ачеху в 1589—1604 роках. Також відомий як Сайїд аль-Мукаммаль.

## Життєпис
Походив з роду володарів Дар ул-Камаль (раджаната — попередника султанату Ачех). Син Альмаліка Фірман Сіаха, що був в свою чергу сином Музаффара Сіаха, останнього правителя Дар ул-Камалем. В свою чергу вуйня Алауддіна — Сітт Гур стала дружиною Алі Муґаят Сіаха, 1-го султана Ачеху.
За легендою замолоду був рибалкою (ймовірно мав рибальські човни, торгував або займався масовим виловом риби). Згодом зробив гарну кар'єру у війську, дослужившись до високих посад.
У 1585/1586 році очолив змову проти султана Алауддіна Мансура Сіаха, якого повалив, висунувши претендентом на трон його онука Раджу Асіма. Проте владу в султанаті захопив Буюнг. Ймовірно продовжив боротьбу проти нього, ймовірно сприявши поваленню того у 1589 році. Внаслідок цього сам отримав трон під ім'ям Алауддін Ріаят Сіах.
За цим наказав вбити Раджу Асіма, усунувши можливого претендента. У відповідь батько останнього — Абдул Джаліл-шах II, султан Джохора, почав війну проти Ачеху. Боротьба з перервами тривала до 1597 року. Водночас за підтримки ісламського духовенства й кадії придушив напівсамостійну місцеву знать (оранг кайя) та приборкав торговельну еліту, зміцнивши владу султана.
Водночас продовжив політику попередників. зберігаючи політичні, економічні та культурні зв'язки з Османською імперією, підтримуючи торгівлю з державами Індостану, Східної Африки та Зондського архіпелагу, а також з португальцями.
У 1599 року інтриги португальців спровокували конфлікти Ачеху з Голландською Ост-Індською компанією. Конфлікт продовжився у 1600 року, коли голландці в помсту за напад на свої кораблі захопили увесь вантаж перцю в столиці султанату. Тому бойові дії поновилися. Розраховуючи скористатися ситуацією португальці запросили право спорудити свій форт в гирлі річки Ачех, але Алауддін Ріаят Сіах відмовив. Натомість 1601 року дозволив голландцям заснувати власну факторію біля столиці. 
1602 року прийняв англійських і французьких торгівців. Того ж року сприяв нападам голландців й англійців на португальські судна. Водночас через очільника торговельної місії Джеймса Ланкастера передав листа англійській королеві Єлизаветі I. 1603 року також спрямував дипломатичного листа Моріцу Оранському, штатгальтеру Нідерландів, в якому підтверджує умови угоди з голландцями.
У квітні 1604 року повалений власним сином Султан-Мудою, що прийняв ім'я Алі Ріаят Сіах III. Колишній султан помер 1605 року.